# Keratinocyte

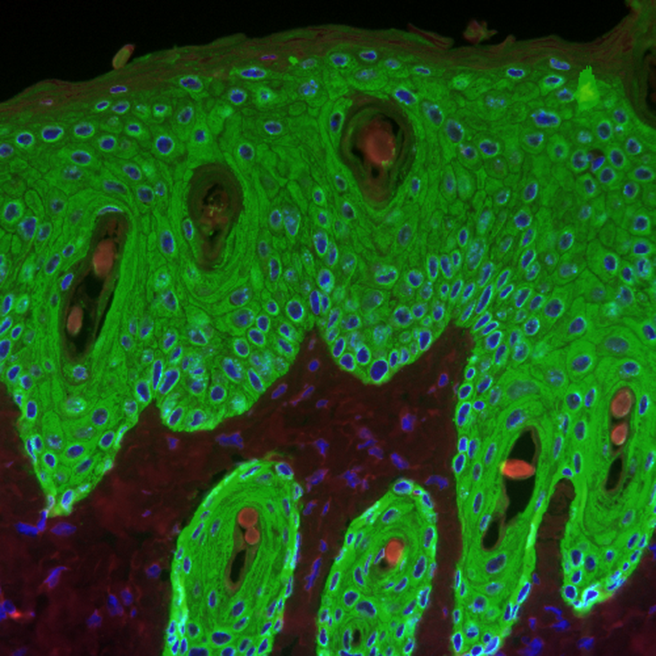
Tế bào sừng (màu xanh lục) trên da chuột

Keratinocyte hay tế bào sừng là loại tế bào xuất hiện chủ yếu (trên 90%) ở lớp biểu bì. Loại tế bào này sản xuất keratin và tự biệt hóa trong quá trình sừng hóa, đồng thời di chuyển từ lớp thấp nhất của biểu bì lên các lớp trên cùng. Kết quả thành tế bào corneocyte.

## Chức năng
Chức năng chính của tế bào sừng là hình thành hàng rào bảo vệ da khỏi các tác hại có thể xảy ra đối với cơ thể do các yếu tố môi trường gây ra như nhiệt, tia cực tím, mất nước, vi khuẩn gây bệnh, nấm, ký sinh trùng và vi rút.